# Platydictya sinensi-subtilis
Platydictya sinensi-subtilis là một loài Rêu trong họ Amblystegiaceae. Loài này được (Müll. Hal.) Redf. & B.C. Tan miêu tả khoa học đầu tiên năm 1995.